# Šopot
Šopot falu Horvátországban Zára megyében. Közigazgatásilag Benkovachoz tartozik.

## Fekvése
Zárától légvonalban 30, közúton 43 km-re délkeletre, községközpontjától 3 km-re délnyugatra Dalmácia északi részén, Ravni kotar síkságán, a Zágráb-Split autópálya mellett, a benkovaci kijárat közelében fekszik.

## Története
A falu területe valószínűleg már a kora középkorban lakott volt. Itt találták meg a korai horvát történelem egyik legjelentősebb leletét egy Branimir fejedelem nevét tartalmazó 9. századi feliratot. 1928-ban horvát régészek a Grubica nevű magaslat alatti „Crkvina” nevű helyen egy középkori templom maradványait tárták fel. A romok közül kerültek elő az egykori oltár előépítményének részei egy kora román stílusú díszesen faragott mészkő gerenda és az egykori háromszög alakú oromzat, melyeket latin nyelvű felirat látható: „+BRANIMIRO COM(ES) DUX CRUATORV(M) COGIT(AVIT)” Ez a történelem első olyan írott forrása, amely (bár latinul) említi a horvát népnevet. Az oromzat díszítésén kereszt, két madár és növényi ornamentika látható. A falu nevét a közelében található azonos nevű forrásról kapta, ahol a feltételezések szerint a középkorban horvát törzsi gyűlést is tartottak és Branimir valahol ennek közelében építtette fel a templomot.
Területe a 15. századtól 1797-ig a Velencei Köztársaság része volt. Miután a francia seregek felszámolták a Velencei Köztársaságot és a campo formiói béke értelmében osztrák csapatok szállták meg. 1806-ban a pozsonyi béke alapján az Első Francia Császárság Illír Tartományának része lett. 1815-ben a bécsi kongresszus újra Ausztriának adta, amely a Dalmát Királyság részeként Zárából igazgatta 1918-ig. A településnek 1857-ben 130, 1910-ben 204 lakosa volt. Az első világháború után előbb a Szerb-Horvát-Szlovén Királyság, majd Jugoszlávia része lett. A második világháború idején 1941-ben a szomszédos településekkel együtt Olaszország fennhatósága alá került. Az 1943. szeptemberi olasz kapituláció után visszatért Horvátországhoz, majd újra Jugoszlávia része lett. 1991-ben lakosságának csaknem 70 százaléka horvát, 28 százaléka szerb nemzetiségű volt. 1991 szeptemberében szerb lakói csatlakoztak a Krajinai Szerb Köztársasághoz és a település szerb megszállás alá került. A szerb szabadcsapatok a jugoszláv néphadsereg támogatásával háborús bűntettet követtek el az itteni horvát lakossággal szemben, melynek tizenegy helyi lakos esett áldozatául. 1995 augusztusában a Vihar hadművelet során foglalta vissza a horvát hadsereg. Szerb lakossága elmenekült és azóta is csak nagyon kevesen tértek vissza. A településnek 2011-ben 281 lakosa volt, akik főként mezőgazdasággal és állattartással foglalkoztak.

## Lakosság
| Lakosság változása | Lakosság változása | Lakosság változása | Lakosság változása | Lakosság változása | Lakosság változása | Lakosság változása | Lakosság változása | Lakosság változása | Lakosság változása | Lakosság változása | Lakosság változása | Lakosság változása | Lakosság változása | Lakosság változása | Lakosság változása |
| ------------------ | ------------------ | ------------------ | ------------------ | ------------------ | ------------------ | ------------------ | ------------------ | ------------------ | ------------------ | ------------------ | ------------------ | ------------------ | ------------------ | ------------------ | ------------------ |
| 1857               | 1869               | 1880               | 1890               | 1900               | 1910               | 1921               | 1931               | 1948               | 1953               | 1961               | 1971               | 1981               | 1991               | 2001               | 2011               |
| 130                | 399                | 140                | 122                | 167                | 204                | 312                | 347                | 474                | 486                | 521                | 572                | 565                | 531                | 271                | 281                |

## Nevezetességei
- Középkori templom alapfalai a Crkvina nevű helyen. A šopoti felirat lelőhelye. A templom 12,5 x 6 méter méretű egyhajós épület, keleten trapéz alakú apszissal, nyugaton a narthex belső falának egy részével. Az alapfalak 42 centiméter magasságig maradtak fenn. A stílusjegyek szerint a kora középkori lelőhelyek közé tartozik, melyek Branimir fejedelem idejére, a 9. századra nyúlnak vissza. A templom körül temető található, ahol a temetkezés folytonossága a 9. és a 14. század között állt fenn.[5]
- Szent Nediljica tiszteletére szentelt kápolnáját 1992-ben a szerbek lerombolták. 2003-ban Benkovac város és a helyiek anyagi hozzájárulásával építették újjá és a háborús áldozatok emlékkápolnájaként szentelték fel.